# Distretto di Pinogana
Il distretto di Pinogana è un distretto di Panama nella provincia di Darién con 18.268 abitanti al censimento 2010

## Geografia antropica

### Suddivisioni amministrative
Il distretto è suddiviso in nove comuni (corregimientos):
- Boca de Cupe
- El Real de Santa María
- Kuna de Wargandí
- Metetí
- Paya
- Pinogana
- Púcuro
- Yape
- Yaviza